# Tilloclytus cleroides
Tilloclytus cleroides là một loài bọ cánh cứng trong họ Cerambycidae.